# Lista över rollfigurer i Pelle Svanslös
Det här är en lista över rollfigurer i Pelle Svanslös, den skönlitterära barnboksserien skapad 1939 av Gösta Knutsson. Figurerna har synts i böckerna och senare även i film och andra medier.

## Lista över rollfigurer
| Figur                                   | Beskrivning | Förebilder i verkligheten |
| --------------------------------------- | --- | --- |

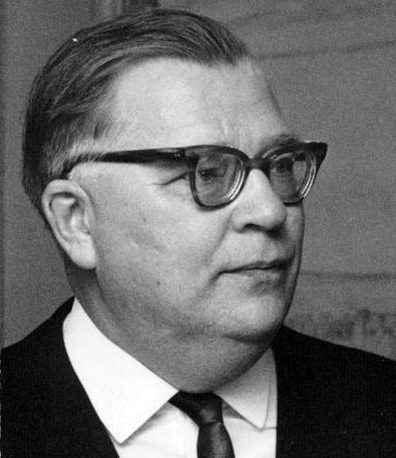
Gösta Knutsson

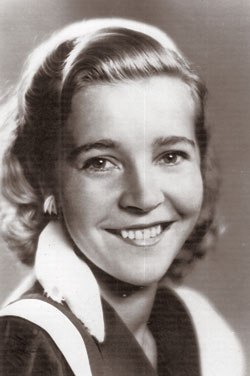
Alice Babs, ca 1940.

Ärkebiskopinnan Anna Söderblom

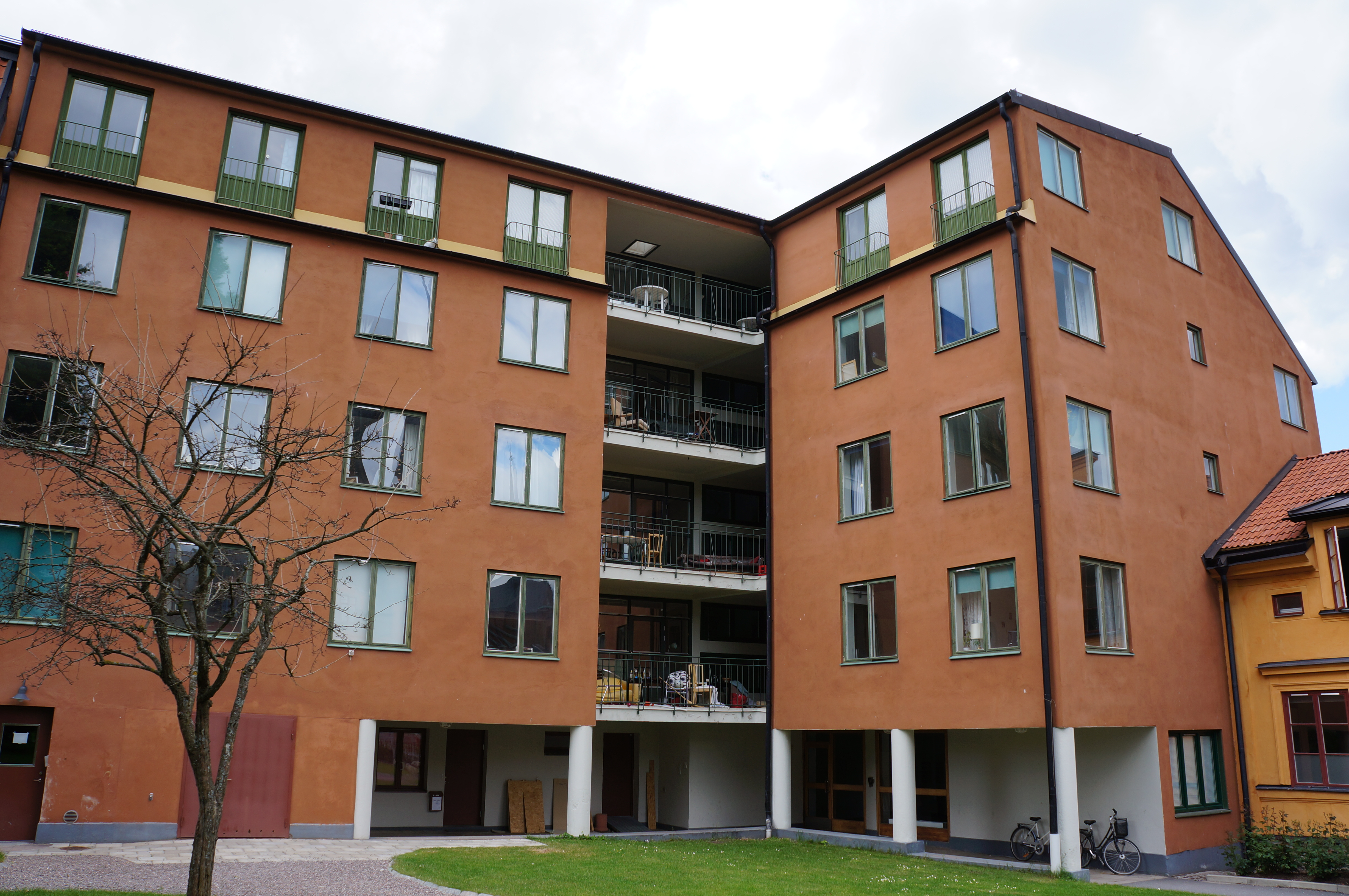
Studenthemmet Arkadien

| Pelle Svanslös                          | Huvudperson i berättelserna. Pelle är en vänlig och godtrogen, svanslös katt som föddes på en bondgård och fick sin svans avbiten av en stor råtta när han var liten. En dag lade han sig i en bil, vars ägare fick honom med sig till Uppsala, där han fick bo kvar hos familjen. Pelle har avbildats väldigt olika av tecknare som jobbat med Knutsson genom åren. I Pelle Svanslös på äventyr beskrivs han som gråfärgad, men är bland annat i de tecknade filmerna svartvit.                                                | Gösta Knutsson själv. Förste kurator (1934–36) vid Stockholms nation, ordförande för Uppsala studentkår, barnboksförfattare, barnprogramsledare. Pelle har en verklig katt som förebild. När Knutsson var liten bodde han på somrarna på en gård i nordvästra Småland. Där köpte han en svanslös katt för 1 krona av en kvinna som bodde i ett granntorp, och gav katten namnet Pelle. Han upplevde det som att de andra katterna på gården föraktade Pelle, som precis som bokfiguren fått svansen avbiten av en råtta. |
| Maja Gräddnos                           | Snäll och söt ung kattdam, något modersbunden, bodde i Stockholm när Pelle träffade henne. Efter boken Pelle Svanslös och Maja Gräddnos, där hon förekommer för första gången, är hon Pelles sambo. | Erna Knutsson, född Eng, Göstas hustru. De träffades 1946, vilket förklarar att Maja Gräddnos finns med först i Pelle Svanslös och Maja Gräddnos från 1947. |
| Maj, Muff och Murre                     | Pelles och Majas trillingar. Maj har ingen svans, Muff har halvlång, och Murre har hel svans. | |
| Elaka Måns                              | Måns, Pelles antagonist, som ständigt tänker ut elakheter för att ställa till det för Pelle. För det mesta får Måns planer emellertid dåliga följder för honom själv. Han har i bl.a. Pelle Svanslös klarar sig beskrivits som "en stor, röd katt", men har i olika illustrationer varit både brun och svart. Bor ursprungligen i ett skjul på en innergård på Övre Slottsgatan, men flyttar senare till ett källarutrymme på Gropgränd.                                                                                        | "En essens av plågoanden, med många drag av Hitler, Mussolini och deras anhängare under 40-talet." Namnet är hämtat från en latinlärare Gösta Knutsson ogillade. Enligt en annan uppgift från språkvetaren Måns Dalsjö, som i Upsala Nya Tidning kritiserade Knutssons radioprogram. |
| Bill och Bull                           | Bill och Bull, korkade tvillingkatter, som alltid svansar i Måns släptåg och enbart yttrar komiskt förvrängda upprepningar av vad Måns sagt. I de första böckerna upprepar Bull för det mesta Bills alla kommentarer med andra ord. I de senare böckerna säger Bull oftast meningar som kompletterar Bills. | Bill baseras på Bengt Lindberg, medlem av Stockholms nation, sedermera flygbolagsdirektör. Bull baseras på Olof Rydbeck, förste kurator (1937–38) vid Stockholms nation, sedermera chef för Sveriges Radio 1955–70, FN-ambassadör och generalkommissarie för UNRWA; eller Tord Hagen, sedermera ambassadör. Två andra källor anger omvänt Bill som Olof Rydbeck och Bull som Bengt Lindberg. De tillhörde ett konkurrerande studentmatlag och Knutsson upplevde att Lindberg för det mesta sade samma saker som Rydbeck. |
| Birgitta                                | Pelles matte som bor i en lägenhet på Åsgränd. När Birgittas pappa råkade få med sig Pelle hem från landet, bestämde hon sig för att behålla honom. Berättelser om Pelles relation till, och upplevelser tillsammans med Birgitta och hennes familj förekommer i de första böckerna. | |
| Alice Jams Karlsson                     | Alice "Jams" Karlsson, sångerska som sjunger Swing it Pelle! och har tydliga drag av Alice Babs. | Alice Babs. |
| Bulldoggen Berntsson                    | En bulldogg som bor på Kyrkogårdsgatan. Heter Pettersson i julkalendern från 1997. | |
| Trisse                                  | En storväxt, rundnätt och jovial katt med god aptit och ett gott hjärta. Dök först upp i Pelle Svanslös och Maja Gräddnos. I julkalendern driver han en restaurang och blir Pelles vän och beskyddare. | Gallie Engs – Ernas halvsysters – tjocka katt Trisse. |
| Fritz                                   | Fritz och Frida, grannarna, med nya vildbasare till ungar varje år (fyra allesammans). Fritz med tassarna stadigt på jorden, Frida något vimsig och lättledd. I de första böckerna framställs Fritz och Frida som lite elaka mot Pelle, och gillar att klösas. I senare böcker får de en vänligare inställning. | Axel Liljencrantz, förste kurator (1938–39) och bibliotekarie vid Stockholms nation, sedermera förste bibliotekarie på Carolina Rediviva. |
| Frida                                   | Fritz och Frida, grannarna, med nya vildbasare till ungar varje år (fyra allesammans). Fritz med tassarna stadigt på jorden, Frida något vimsig och lättledd. I de första böckerna framställs Fritz och Frida som lite elaka mot Pelle, och gillar att klösas. I senare böcker får de en vänligare inställning. | Birgitta Liljencrantz, bibliotekarie, gift med Axel. Fritz och Frida avsåg inte från början att avbilda makarna Liljencrantz, men när de påtalade likheterna för Knutsson, blev likheterna efter hand fler. |
| Fridolf, Fridolfina, Fridolin & Friskus | Ungar till Fritz och Frida. Fridolf föddes när Pelle Svanslös på nya äventyr utspelar sig, och är äldst av syskonen. Fridolfina och Fridolin förekommer för första gången i Hur ska det gå för Pelle Svanslös?. | |
| Gammel-Maja i domkyrkotornet            | Gammel-Maja i Uppsala domkyrka, bestämd äldre kattdam. Stendöv efter åratal av klockringning. | Anna Söderblom, ärkebiskopen Nathan Söderbloms hustru. Alternativt ärkebiskop Gunnar Hultgrens mor Maria, som kallades Gammel-Maja. |
| Gangstergänget – GG                     | En samling skurkaktiga katter som gör livet surt för Pelle under hans Amerikabesök. | Drag av Maffian. |
| Gullan från Arkadien                    | Innan Pelle träffade Maja hyste han på avstånd vissa romantiska känslor för Gullan. I julkalendern driver hon en skönhetssalong, och är ett kärleksintresse för Måns. I samma serie och i långfilmen är hon väldigt snäll mot Pelle och ger honom tips om hur han ska bli ihop med Maja. Gullan kommer från Arkadien, vilket troligen är det då toppmoderna studenthem inom Södermanlands-Nerikes nation som invigts 1936. Arkadien ligger i korsningen Sankt Lars- och Sankt Johannesgatorna, 250 meter nordväst om Domkyrkan. | Maj Odelberg, född Gullbring, medlem av Stockholms nation, sedermera intendent vid Historiska museet, gift med Ville med Sillen (Wilhelm Odelberg). |
| Ville med Sillen                        | | Wilhelm Odelberg, förste kurator (1941–1942) och bibliotekarie vid Stockholms nation, sedermera överbibliotekarie vid Stockholms universitet, gift med Gullan. Med "sillen" åsyftas den utmärkelse som Odelberg erhöll för sitt deltagande i finska vinterkriget. |
| Kanal-Kalle                             | Kusin till Måns. Bor på en kanalbåt som trafikerar Göta kanal dit han bjöd Måns, Bill, Bull och Pelle en gång. | Carl Fredrik Thulin, andre kurator (1935–36) vid Stockholms nation, sedermera bankdirektör. Han och Knutsson gjorde verkligen en kanalresa tillsammans. |
| Laban från Observatorieparken           | Musikalisk kattsnobb, missar inte ett tillfälle att påtala att någonting är falskt. Laban kommer från Observatorieparken vilket är ett parkområde kring Uppsala universitets Gamla observatorium, en halv kilometer väster om Domkyrkan. Universitetsinstitutionen Musicum finns i parken sedan 1930. | Sven E. Svensson, director musices - Musicum.Svensson bad själv att få vara med i berättelsen enligt Knutsson. |
| Lillkryssen från Erikslund              | Lillkryssen kommer från Erikslund vilket är en stadsdel som då låg kring S:t Eriks Lervarufabriker (1888–1962) där idag Tiundaskolan ligger, en dryg kilometer väster om Domkyrkan. Stadsdelen hade länge egen spårvägslinje som var skyltad "Erikslund" (1912–47). | Louis Chrysander, journalist. |
| Murre från Skogstibble                  | Lantisen, som luktar ladugård lång väg. (Eftersom han bor i en.) Han brukar ibland berätta något tvivelaktiga historier, så kallade. "ladugårdshistorier". Skogstibble är en by och kyrksocken två mil väster om Uppsala. | Ejnar Haglund, spexare på Stockholms nation, men medlem av Östgöta nation. Radioman, skådespelare, konsertpianist, filosofie hedersdoktor och "allvetare". |
| Präktiga Märta                          | | Märta Hellner Tallroth (1916–2007) gift med ambassadören Tore Tallroth. Hon var utställningsvärdinna på världsutställningen i New York 1939, som Knutsson besökte tillsammans med studenternas folkdanslag Philochoros. |
| Rickard från Rickomberga                | Bullrig och företagsam kattfarbror. Rickomberga är ett område då strax utanför stadsbebyggelsen i Erikslund, på 1990-talet bebyggt, knappt två kilometer väster om Domkyrkan. | Richard Engländer, docent. |
| Taxen Max                               | Hund som först dök upp i boken Pelle Svanslös och Taxen Max. Precis som Pelle är Max ibland utsatt för mobbning, eftersom han saknar ett öra. Han och Pelle blir snabbt goda vänner, vilket fullständigt chockerar kattsamhället. | Gösta Knutsson hade en egen tax, Sofie. |
| Teaterkatten Sissi                      | | Agneta Prytz |
| Katternas Allmänna Sångförening         | Sjunger bland annat Glad såsom katten vid middagsmjölken på Vårfestdagen. | Studentkören Allmänna Sången som på Valborgskvällen sjunger Glad såsom fågeln. |
| Ragge på Backen                         | Från Slottsbacken som ligger vid Uppsala slott, där landshövdingen i Uppsala län bor. | Ragnar Edenman, landshövding. (Pelle Svanslös ger sig inte 1972) |
| Eva på Järnbrogatan                     | Nyinflyttad till stan i Heja Pelle Svanslös. Blir god vän med Pelle, stöder honom inför elaka Måns och blir rival till Gullan från Arkadien. | Järnbrogatan är en gata i centrala Uppsala som numera heter Sankt Olofsgatan. Järnbron är numera återuppsatt drygt 100 m uppströms där den förbinder Linnegatan med S:t Johannesgatan. |